# Robert Catesby
Robert Catesby (n. 1573, Warwickshire, Anglia, Regatul Unit – d. 8 noiembrie 1605, Staffordshire, Regatul Angliei) a fost liderul unui grup de catolici englezi care au pus la cale complotul eșuat al prafului de pușcă din 1605. 
Născut în Warwickshire, Catesby a fost educat la Oxford. Familia sa erau importanți catolici recuzanți proeminenți și, probabil pentru a evita depunerea Jurământului de Supremație⁠(d), a părăsit colegiul înainte de a-și lua diploma. S-a căsătorit cu o protestantă⁠(d) în 1593 și a avut doi copii, dintre care unul a supraviețuit nașterii și a fost botezat într-o biserică protestantă. În 1601 a luat parte la Răscoala lui Essex,⁠(d) dar a fost capturat și amendat, după care și-a vândut moșia de la Chastleton⁠(d). 
Protestantul Iacob I, devenit regele Angliei în 1603, era mai puțin tolerant față de catolicism⁠(d) decât sperau adepții săi. Prin urmare, Catesby a pus la cale să-l omoare aruncând în aer Camera Lorzilor cu praf de pușcă în timpul deschiderii lucrărilor Parlamentului⁠(d), ca preludiu al unei revolte populare în timpul căreia un monarh catolic să fie restabilit pe tronul englez. La 1604 a început să recruteze alți catolici pentru cauza sa, între care Thomas Wintour⁠(d), John Wright⁠(d), Thomas Percy⁠(d) și Guy Fawkes. Descris ulterior ca un om carismatic și influent, în lunile următoare a ajutat la atragerea a alți opt conspiratori în complot, a cărui intrare în acțiune era planificată pentru 5/15 noiembrie 1605. O scrisoare trimisă anonim către William Parker, al 4-lea baron Monteagle, a alertat autoritățile, iar în ajunul exploziei plănuite, în timpul unei percheziții a Parlamentului, Fawkes a fost găsit păzind butoaiele de praf de pușcă. Vestea arestării sale i-a determinat pe ceilalți complotiști să fugă din Londra, avertizându-l pe Catesby în drumul lor. 
Cu grupul de adepți mult diminuat, Catesby s-a cantonat în Casa Holbeche din Staffordshire, împotriva unei companii de 200 de oameni înarmați. El a fost împușcat și mai târziu găsit mort, ținând în mână o imagine cu Fecioara Maria. Ca avertisment pentru alții, trupul său a fost exhumat și ulterior decapitat, iar capul său a fost expus în apropierea clădirii Parlamentului.